# Helicteroideae
Helicteroideae é uma subfamília da família Malvaceae.